# Cerdistus santoriensis
Cerdistus santoriensis är en tvåvingeart som beskrevs av Huttinger och Hradsky 1983. Cerdistus santoriensis ingår i släktet Cerdistus och familjen rovflugor.
Artens utbredningsområde är Grekland. Inga underarter finns listade i Catalogue of Life.